# Valdisotto
Valdisotto – miejscowość i gmina we Włoszech, w regionie Lombardia, w prowincji Sondrio.
Według danych na rok 2004 gminę zamieszkiwało 3216 osób, 36,5 os./km².